# Achille Peretti (politico)
Achille Peretti (Ajaccio, 13 giugno 1911 – Neuilly-sur-Seine, 14 aprile 1983) è stato un politico francese, presidente dell'Assemblea Nazionale dal 1969 al 1973.

## Biografia
Nato ad Ajaccio, in Corsica, dopo essere divenuto avvocato divenne un membro della resistenza francese, e fu il responsabile della sicurezza nel governo di Charles de Gaulle ad Algeri.
Dopo la guerra, Peretti continuò la sua carriera politica, facendo parte del Parlamento francese dal 1958 fino alla sua morte, divenendo il 25 giugno 1969 presidente dell'Assemblea Nazionale, quando Jacques Chaban-Delmas venne nominato primo ministro. Dopo la vittoria di misura della coalizione di destra nelle elezioni legislative del 1973, il 1º aprile dovette dimettersi e venne sostituito da Edgar Faure.
Peretti è stato il sindaco di Neuilly-sur-Seine dal 1947 fino alla sua morte. Gli succedette Nicolas Sarkozy, che era diventato il suo pupillo politico.